# Soto-Gletscher
Der Soto-Gletscher ist ein 19 km langer Gletscher an der Black-Küste des Palmerlands auf der Antarktischen Halbinsel. Er fließt in südöstlicher Richtung entlang der Südwestseite des Strømme Ridge zum Odom Inlet.
Der United States Geological Survey kartierte ihn im Jahr 1974. Das Advisory Committee on Antarctic Names benannte den Gletscher 1976 nach dem argentinischen Ozeanographen Luis R. Soto, Teilnehmer an den International Weddell Sea Oceanographic Expeditions in den Jahren 1968 und 1970.